# Jocs Olímpics d'Estiu de 1908
Els Jocs Olímpics d'Estiu de 1908, oficialment anomenats Jocs Olímpics de la IV Olimpíada, es van celebrar a la ciutat de Londres (Anglaterra, Regne Unit) entre els dies 13 de juliol i 31 d'octubre de 1908. Hi van participar 2.008 atletes, entre ells la presència de 37 dones, de 22 comitès diferents.

## Antecedents
Aquests Jocs havien de disputar-se originàriament a Roma. En aquells moments es va tractar dels 5ns Jocs Olímpics moderns. Posteriorment els Jocs d'Atenes de 1906 foren degradats i els de Londres es convertien en els quarts Jocs moderns.
Mentre les autoritats italianes estaven preparant els Jocs, es produí l'erupció del Vesuvi el 7 d'abril de 1906, devastant la ciutat de Nàpols. Molts fons econòmics van haver de ser dirigits a la reconstrucció de Nàpols, i la seu de la nova Olimpíada va haver de ser canviada. Londres fou escollida i els Jocs es disputaren a la zona de White City, al costat de l'exposició Franco-Britànica. Berlín i Milà foren les altres candidates no escollides.

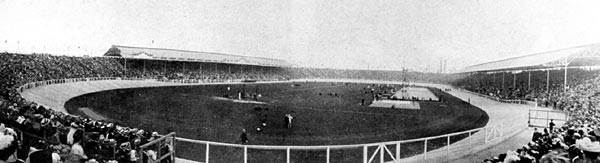
White City Stadium

El White City Stadium fou construït en un breu període, i tenia una capacitat per a 68.000 espectadors. La pista tenia una corda d'un terç de milla, diferent a l'estàndard actual de 400 metres, amb una piscina, plataformes per salts, lluita i gimnàstica al mig.

## Comitès participants

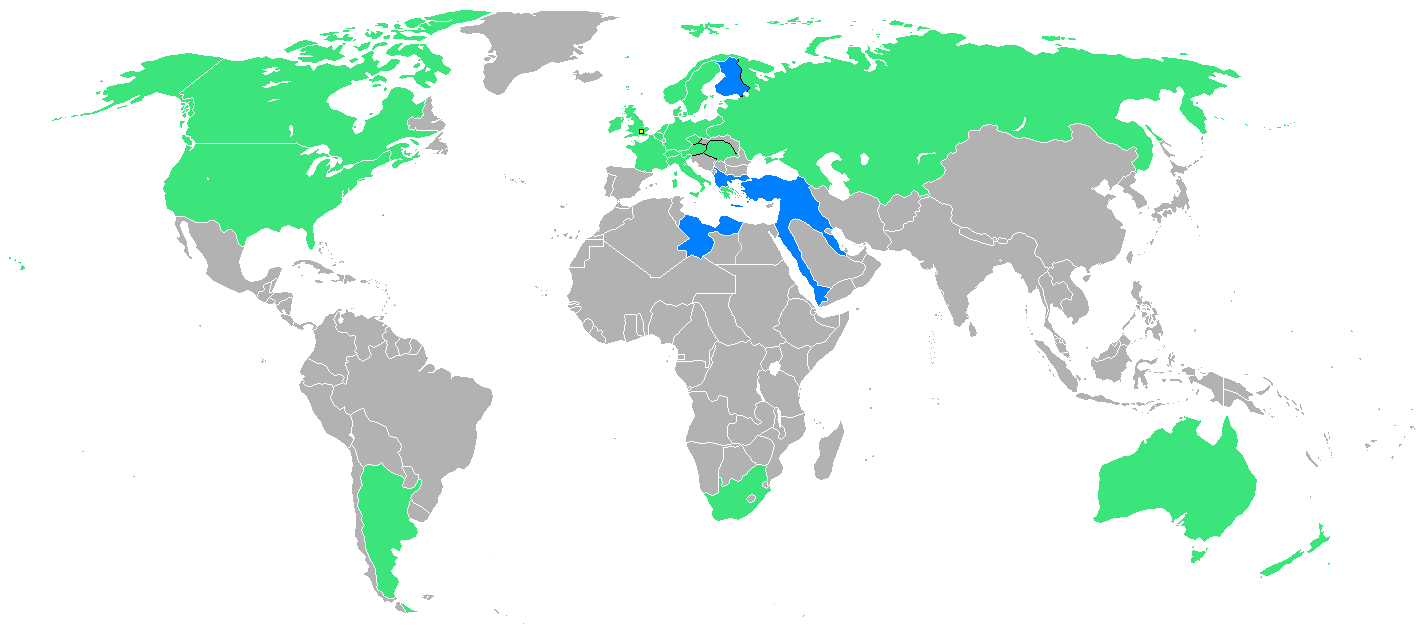
Països participants

Els següents comitès nacionals competiren als Jocs Olímpics de Londres 1908. En total foren 22 nacions. Finlàndia, Turquia i Nova Zelanda (formant part d'Australàsia) debutaren a uns Jocs. Irlanda, Escòcia, Gal·les i Anglaterra participaren units. Per evitar el boicot dels irlandesos, l'equip participà amb el nom de Gran Bretanya/Irlanda, i en dos esports, hoquei i polo, Irlanda participà de manera separada, guanyant la medalla d'argent en ambdós.
Esportistes participants entre parèntesis.
| - Argentina (1) - Australàsia (29) - Àustria (7) - Bèlgica (77) - Bohèmia (19) - Canadà (88) - Dinamarca (78) - Estats Units (122) | - Finlàndia (65) - França (215) - Grècia (20) - Hongria (66) - Imperi Alemany (81) - Imperi Rus (6) - Itàlia (67) - Noruega (68) | - Països Baixos (118) - Regne Unit (737) - Sud-àfrica (14) - Suècia (172) - Suïssa (1) - Turquia (?) |

## Esports disputats
Un total de 22 esports i 24 disciplines formaren part del programa dels Jocs Olímpics de 1908. En aquells temps, el joc d'estirar la corda era considerat una prova de l'atletisme i el futbol i el rugbi foren llistats junts, com un únic esport. Actualment el COI llista aquests esports com a separats.

## Fets destacats

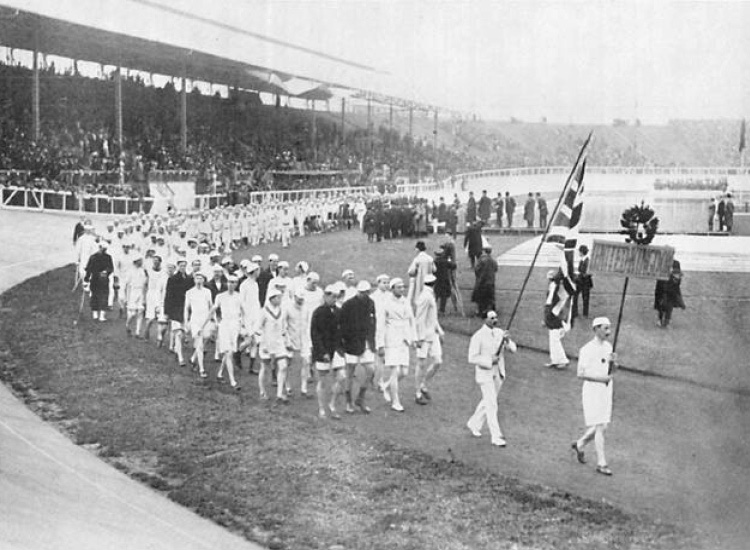
La cerimònia d'obertura.

Els Jocs van estar envoltats per la controvèrsia. El primer dia, seguint una pràctica introduïda dos anys abans a Atenes 1906, els equips desfilaren darrere la bandera nacional. No obstant això, aquest fet provocà alguns incidents:
- Els finlandesos havien de desfilar sota la bandera russa, car en aquells anys hi formaven part. Molts d'ells, però, decidiren desfilar darrere de cap bandera.
- La bandera sueca no havia estat col·locada sobre l'estadi, de manera que els membres de la delegació sueca decidiren no prendre part en la cerimònia.

Els Jocs de 1908 foren els primers que intentaren l'establiment d'unes regles estàndards per als esports i la selecció de jutges internacionals, en lloc de jutges només de la seu. Les decisions dels jutges eren molt subjectives en aquells anys. Un exemple fou la final de 400 metres. El vencedor americà fou acusat d'interferir en la cursa del corredor britànic. Part del problema radicava en la diferent forma d'interpretar la interferència segons les normes americanes i britàniques. Finalment s'ordenà repetir la cursa però els 3 americans refusaren prendre-hi part. El britànic Wyndham Halswelle guanyà la cursa corrent tot sol. Amb l'objectiu d'evitar fets semblants en el futur, els organitzadors decidiren delimitar la pista per colors i separar-la per cordes en el futur.

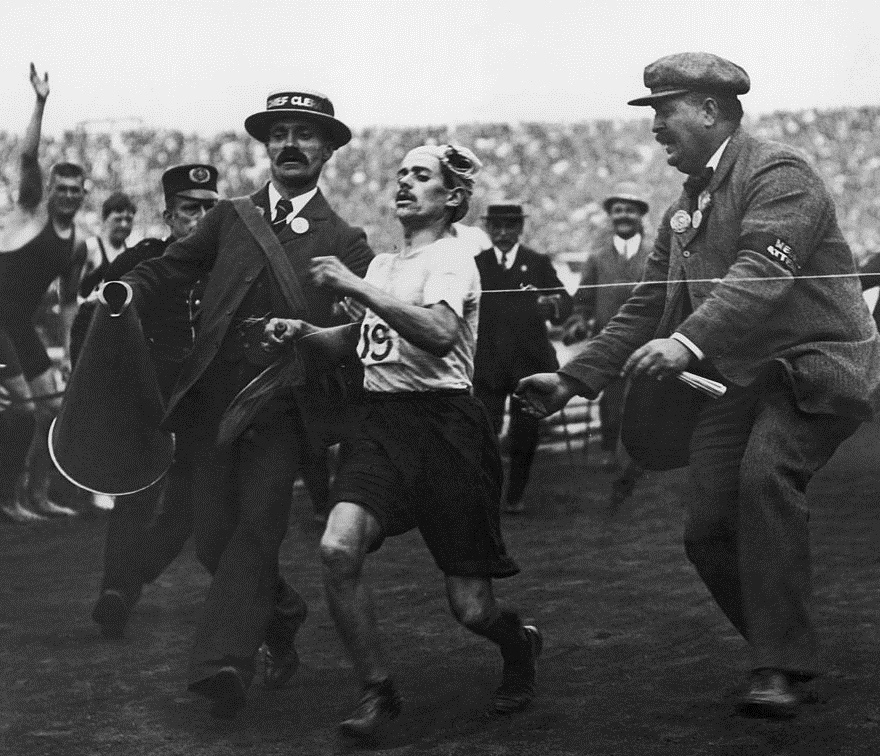
Dorando Pietri finalitza la marató.

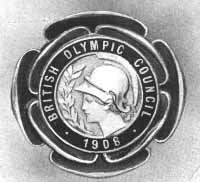
Medalla del Consell Olímpic Britànic del 1908.

L'incident més famós, però, succeí al final de la prova de marató. L'italià Dorando Pietri fou el primer que entrà a l'estadi, però el seu estat físic era molt dolent i poc abans d'arribar a la meta dos oficials l'agafaren pels braços i l'ajudaren a creuar. Com a conseqüència fou desqualificat. La medalla d'or fou per l'americà Johnny Hayes que havia arribat segon, però la glòria fou per a Pietri. Com a reconeixement al mèrit de l'italià, la reina Alexandra de Dinamarca li va atorgar l'endemà una copa d'or.
L'actual distància de la cursa de Marató fou establerta en aquests Jocs. La distància original de 25 milles fou augmentada a 26 per tal de fer coincidir la sortida de la prova en el Castell de Windsor i l'arribada a l'estadi. Per assegurar que la prova finalitzés davant del rei, la línia d'arribada també es va moure, quedant establerta la distància oficial de la marató en els actuals 42,195 km (26 milles i 385 iardes).
Foren els primers Jocs que van incloure esports d'hivern dins del programa. Es van disputar quatre proves de patinatge artístic sobre gel, tot i que es van disputar mesos després de les altres proves. L'hoquei sobre herba debutà en aquests Jocs.
En aquests Jocs fou quan es pronuncià la frase "el més important en un Jocs Olímpics no és guanyar sinó participar"per primer cop. Fou el bisbe de Pennsilvània a la Catedral de Saint Paul el 19 de juliol. Posteriorment, aquesta frase fou adoptada per nombroses personalitats.
El suec Oscar Swahn, que participà en la modalitat de tir, fou l'esportista de més edat que guanyà una medalla d'or. Swahn també competí i assolí medalles en 1912 a Estocolm i el 1920 a Anvers. En totes aquestes edicions competí amb ell el seu fill Alfred.
John Taylor, un dels membres del relleu atlètic campió olímpic, fou el primer afroamericà que guanyà una medalla d'or. A la prova els Estats Units van guanyar la final amb un temps de 3' 29.4", amb els següents parcials: William Hamilton-200 metres (22.0), Nathaniel Cartmell-200 metres (22.2), John Taylor-400 metres (49.8), i Melvin Sheppard-800 metres (1:55.4)
Els esportistes més destacats dels Jocs foren l'americà Melvin Sheppard, guanyador de tres medalles d'or: 800m, 1500m i el relleu olímpic (200m + 200m + 400m + 800m). A la final de 800m, Sheppard va batre el rècord del món de la distància amb un temps d'1'52"8. El seu compatriota llançador de martell John Flanagan s'emportà la prova per tercer cop consecutiu. Ray Ewry guanyà les seves setena i vuitena medalles individuals d'or.

## Medaller

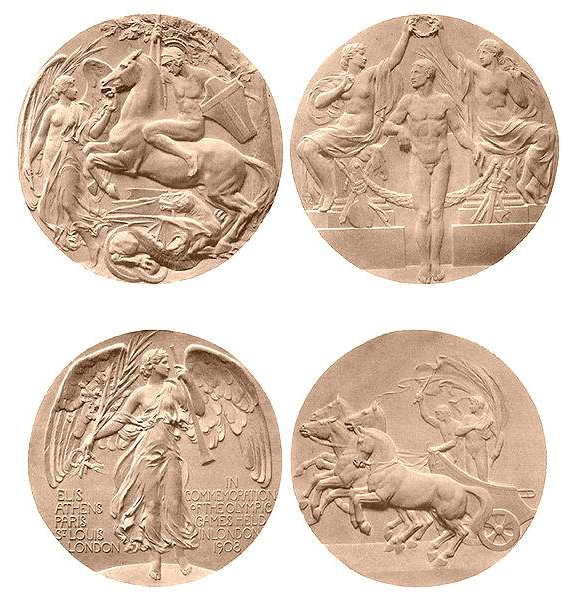
Medalles olímpiques als Jocs de Londres.

Deu nacions amb més medalles als Jocs del 1908. País amfitrió ressaltat.
| Jocs Olímpics d'estiu 1908 | Jocs Olímpics d'estiu 1908 | Jocs Olímpics d'estiu 1908 | Jocs Olímpics d'estiu 1908 | Jocs Olímpics d'estiu 1908 | Anells Olímpics |
| Posició                    | País                       | Or                         | Plata                      | Bronze                     | Total           |
| 1                          | Regne Unit                 | 56                         | 51                         | 39                         | 146             |
| 2                          | Estats Units               | 23                         | 12                         | 12                         | 47              |
| 3                          | Suècia                     | 8                          | 6                          | 11                         | 25              |
| 4                          | França                     | 5                          | 5                          | 9                          | 19              |
| 5                          | Imperi Alemany             | 3                          | 5                          | 5                          | 13              |
| 6                          | Hongria                    | 3                          | 4                          | 2                          | 9               |
| 7                          | Canadà                     | 3                          | 3                          | 10                         | 16              |
| 8                          | Noruega                    | 2                          | 3                          | 3                          | 8               |
| 9                          | Itàlia                     | 2                          | 2                          | 0                          | 4               |
| 10                         | Bèlgica                    | 1                          | 5                          | 2                          | 8               |

### Medallistes més guardonats
Categoria masculina
| Nom             | CON          | Disciplina  | Or | Plata | Bronze | Total |
| Melvin Sheppard | Estats Units | Atletisme   | 3  | 0     | 0      | 3     |
| Henry Taylor    | Regne Unit   | Natació     | 3  | 0     | 0      | 3     |
| Benjamin Jones  | Regne Unit   | Ciclisme    | 2  | 1     | 0      | 3     |
| Martin Sheridan | Estats Units | Atletisme   | 2  | 0     | 1      | 3     |
| Oscar Swahn     | Suècia       | Tir olímpic | 2  | 0     | 1      | 3     |
| Josiah Ritchie  | Regne Unit   | Tennis      | 1  | 1     | 1      | 3     |
| Ted Ranken      | Regne Unit   | Tir olímpic | 0  | 3     | 0      | 3     |

Categoria femenina
| Nom         | CON        | Disciplina                   | Or | Plata | Bronze | Total |
| Madge Syers | Regne Unit | Patinatge artístic sobre gel | 1  | 0     | 1      | 2     |